# Regiunea Nzérékoré
Regiunea Nzérékoré este una dintre cele 8 unități administrativ-teritoriale de gradul I ale Guineei. Reședința sa este orașul Nzérékoré. Cuprinde prefecturile: Beyla, Guéckédou, Lola, Macenta, Nzérékoré, Yomou.